# بنو اکسیونف
بنو اَکسیونُف (به انگلیسی: Beno Axionov) بازیگر، تهیه کننده، کارگردان، فیلمنامه‌نویس و معلم درام روسی، مولداویایی است. از وی در جشنواره‌های تئاتر ملی و بین‌المللی تجلیل شده است. این هنرمند از سال ۲۰۰۷ تاکنون ساکن شهر کارلسروهه در کشور آلمان است.